# 小行星3104
小行星3104（3104 Dürer）是一颗绕太阳运转的小行星，为主小行星带小行星。该小行星于1982年1月24日发现。
該小行星以德國畫家阿爾布雷希特·杜勒命名。

## 轨道参数
小行星3104的轨道半长轴为2.9625721 UA，离心率为0.091。